# Roscoe Arbuckle
Roscoe Conkling Arbuckle, również Fatty Arbuckle (ur. 24 marca 1887 w Smith Center, zm. 29 czerwca 1933 w Nowym Jorku) – amerykański aktor komediowy z okresu kina niemego, jedna z największych gwiazd swojej epoki, symbol komedii slapstikowej, jeden z najbardziej zasłużonych dla tego gatunku (obok Charlesa Chaplina, Bustera Keatona i Harolda Lloyda).

## Życiorys

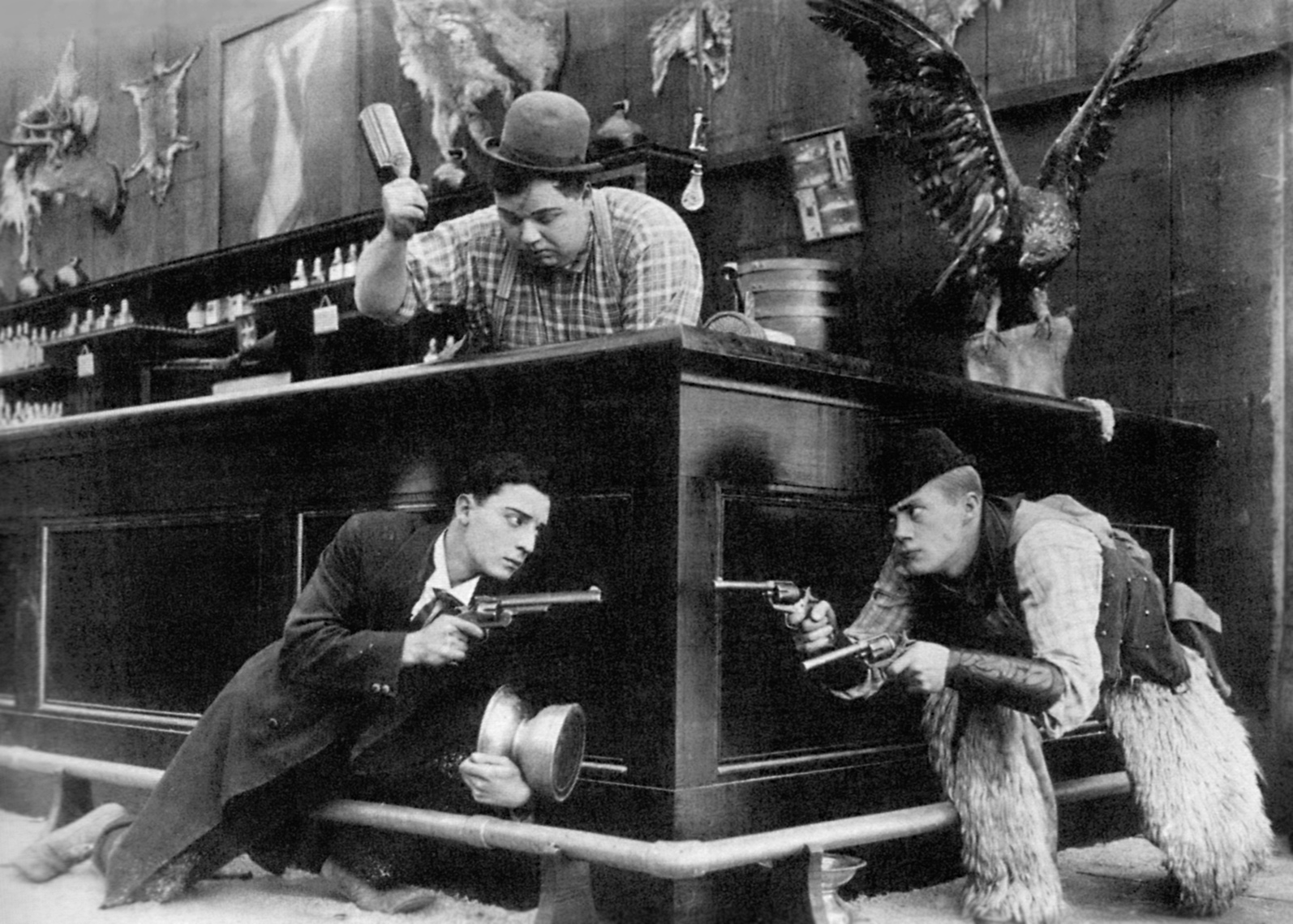
Arbuckle, Buster Keaton i Al St. John w filmie Out West (1919)

Urodził się w republikańskim domu. Był synem polityka Roscoe Conklingowi, który był zagorzałym konserwatystą. Roscoe w dorosłym życiu skłonił się ku demokratom, co było powodem jego konfliktu z ojcem. Już rok po narodzinach chłopca wyprowadził się z rodziną do Santa Fe w Kalifornii. W 1899 umarła jego matka, Mollie. Wkrótce później ojciec zostawił syna bez opieki i Roscoe, aby przeżyć, podejmował się różnych dorywczych prac, pracował m.in. w kuchni hotelu w San Jose. Miał zwyczaj śpiewać podczas gotowania i dzięki temu został zauważony przez piosenkarkę, która występowała wieczorami w tymże hotelu i zaprosiła śpiewającego kucharza do pobliskiego teatru, gdzie odbywał się wieczór amatorów. Tam jego talent dostrzegł David Grauman, showman i producent widowisk wodewilowych, który zatrudnił Arbuckle’a jako tancerza i piosenkarza jego trupy. Od 1904 występował z grupą „Pantages”, głównie na Zachodnim Wybrzeżu Stanów Zjednoczonych, gdzie w 1906 przeżył trzęsienie ziemi i pomagał przy odgruzowywaniu. W tym okresie wystąpił w swoim pierwszym filmie, Ben’s Kid (1909), ale był tym faktem tak zakłopotany, że nikomu się do tego nie przyznał.
W tym samym roku poślubił Minte Durfee, aktorkę z zespołu, z którą podróżował po Hawajach, Japonii i Chinach. Do Stanów powrócili na początku 1913. W tym okresie uczył się zawodu hydraulika, a pod koniec 1913 został wezwany do naprawienia awarii w posiadłości Macka Sennetta z wytwórni filmowej Keystone Studios. Zwrócił na siebie uwagę filmowca swoją oryginalną urodą i wkrótce otrzymał propozycję grania w dwuaktowych burleskach. Został następcą komika Freda Mace’a, Sennett zatrudnił także żonę Arbuckle’a i jego siostrzeńca.
Już od pierwszego filmu (Gangsters, 1913) stał się jednym z najpopularniejszych aktorów w Keystone. Od 1914 wraz z inną gwiazdą tej wytwórni, Mabel Normand, stworzył duet komediowy „Fatty i Mabel”, który w ciągu dwóch lat zarobił miliony dolarów dla wytwórni Sennetta i jego nowojorskich wspólników. Para komików była bardzo popularna aż do 1916, po czym przestali razem pracować. W tym samym roku Sennett rozstał się też z Keystone. Arbuckle postanowił spróbować swoich sił niezależnie od Sennetta, w międzyczasie – na początku 1917 – rozpadło się jego małżeństwo.
Pod koniec 1916 dostał propozycję nowego kontraktu. Oferowano mu 1 tys. dol. za każdy dzień pracy oraz 25% dochodów z filmów, w których występował, a dodatkowo zapewniono mu pełną kontrolę artystyczną i wolną rękę w sprawach realizacyjnych. Arbuckle przyjął ofertę i rozpoczął intensywną pracę, jednak wyhamował go czyrak, który o mało nie doprowadził do amputacji nogi. Choroba skłoniła go również do zrzucania ok. 36 kg nadwagi, ale też sprawiła, że Arbuckle uzależnił się od morfiny.

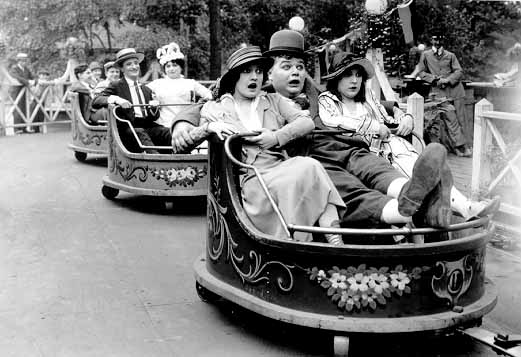
Arbuckle w filmie Grubasek na Coney Island' (1917)

Od 1917 pracował pod sztandarem grupy „Comique”. W Nowym Jorku poznał Bustera Keatona, którego zaprosił do współpracy. Na początku 1918 grupa przeniosła się do Los Angeles, podobnie jak większość liczących się wytwórni i studiów. To w tym okresie Arbuckle święcił największe sukcesy. W następnym roku dostał jeszcze korzystniejszy kontrakt, w którym jego gaża wynosiła aż 1 mln dol. rocznie. Miał coraz więcej pracy i kontrolę nad „Comique” przekazał po części Keatonowi, samemu wiążąc się z Paramount Pictures. Z perspektywy czasu okazało się, że wysoki kontrakt był błędem artystycznym, bowiem jednocześnie Arbuckle stracił nieco kontroli nad swoimi filmami. Przez następne półtora roku Arbuckle nakręcił 10 filmów, jednak poprzez sztuczne popędzanie produkcje traciły na jakości, ale studio musiało regularnie wypuszczać nowe tytuły, dlatego czasem się zdarzało, że aktor grał w trzech filmach jednocześnie. Po tym okresie wzmożonej pracy udał się do San Francisco na krótki urlop.

### Życie od incydentu
W San Francisco zatrzymał się w hotelu St. Francis, w którym wieczorem urządził niewielkie przyjęcie dla uczczenia podpisania kolejnego kontraktu z Paramountem. W trakcie zabawy młoda aktorka Virginia Rappe – z którą Arbuckle udał się do sypialni – poczuła się źle, a po kilku dniach zmarła wskutek zapalenia otrzewnej spowodowanego przebiciem pęcherza moczowego. 11 września 1921 Arbuckle został zatrzymany w związku z oskarżeniem o morderstwo. Choć dowody przeciwko niemu były słabej jakości, prasa bulwarowa opisywała całe zdarzenie na niekorzyść aktora i snuła liczne insynuacje; według jednej z wersji Arbuckle miał nieumyślnie zmiażdżyć aktorkę swoim ciałem, inna wersja mówiła o wykorzystaniu seksualnym ofiary i podaniu trucizny w butelce coli lub mleka, albo w kostce lodu, jednak śledztwo nie potwierdziło tych rewelacji. 12 kwietnia 1922 sąd wydał werdykt uniewinniający, jednak ze strony społeczeństwa spotykał go ostracyzm. Producenci filmowi, z którymi Arbuckle miał podpisaną umowę, bojąc się skutków skandalu, a także za namową Williama Haysa wycofali wszystkie kopie filmów Arbuckle’a z obiegu. Choć zakaz wydany przez Haysa dotyczył formalnie grudnia 1921, to Arbuckle w efekcie nie wystąpił w żadnym filmie przez następne 10 lat. Przez kilka lat reżyserował pod pseudonimem, ale przed kamerą nie mógł się pokazać. Problemem były również długi aktora wobec reprezentujących go prawników. Mimo sukcesu, proces doszczętnie go zrujnował, a w trudnym czasie pomógł mu Buster Keaton, który wraz z grupą najlepszych przyjaciół Arbuckle’a spłacili jego zobowiązania. Keaton w 1924 poprosił aktora o wyreżyserowanie swojej najnowszej komedii Sherlock Holmes Jorku, jednak nacisk opinii publicznej był na tyle duży, że musiał wycofać się z tych planów.
W 1925 Arbuckle’owi pozwolono wrócić do zawodu reżysera pod warunkiem, że będzie tworzył pod pseudonimem. Wybrał imię William Goodrich, bo tak nazywał się jego ojciec. W tym samym roku ożenił się drugi raz, jednak trzy lata później się rozwiódł. Po 10 latach banicji w prasie pojawił się artykuł zatytułowany „Doesn’t Fatty Arbuckle Deserve a Break?” (pol. Czy Fatty Arbkuckle zasługuje na przerwę?), pod którym podpisały się tuziny amerykańskich gwiazd, żądając przywrócenia Arbuckle’owi pełnego prawa do występów. On sam wkrótce wziął trzeci ślub. Podpisał też nowy kontrakt z wytwórnią Warner Bros., jednak w noc po podpisaniu kontraktu umarł z powodu wady serca. Keaton powiedział, że powodem śmierci Arbuckle’a było pęknięte serce. Wdowa po nim dodała, że umarł we śnie, uśmiechając się.
Jego ciało zostało poddane kremacji, a prochy wysypano do oceanu.

## Filmografia

### Aktor
- Tomalio (1933)
- Close Relations (1933)
- How’ve You Bean? (1933)
- Buzzin’ Around (1933)
- In the Dough (1932)
- Hey, Pop! (1932)
- The Back Page (1931)
- Listen Lena (1927)
- Go West (1925)
- A Sainted Devil (1924)
- Crazy to Marry (1921)
- Gasoline Gus (1921)
- Traveling Salesman (1921)
- The Dollar-a-Year Man (1921)
- Brewster’s Millions (1921)
- The Fast Freight (1921)
- Leap Year (1921)
- Life of the Party (1920)
- The Round-Up (1920)
- The Garage (1919)
- The Hayseed (1919)
- Back Stage (1919)
- A Desert Hero (1919)
- The Bank Clerk (1919)
- Love (1919)
- The Pullman Porter (1919)
- Camping Out (1919)
- The Sheriff (1918)
- The Cook (1918)
- Good Night, Nurse! (1918)
- Moonshine (1918)
- The Bell Boy (1918)
- Out West (1918)
- A Scrap of Paper (1918)
- A Country Hero (1917)
- Coney Island (1917)
- Oh Doctor! (1917)
- The Late Lamented (1917)
- His Wedding Night (1917)
- The Rough House (1917)
- A Reckless Romeo (1917)
- The Butcher Boy (1917)
- A Creampuff Romance (1916)
- The Waiters’ Ball (1916)
- The Other Man (1916)
- His Wife’s Mistakes (1916)
- Bright Lights (1916)
- He Did and He Didn’t (1916)
- Fatty and Mabel Adrift (1916)
- Fatty and the Broadway Stars (1915)
- A Village Scandal (1915)
- Fickle Fatty’s Fall (1915)
- Fatty’s Tintype Tangle (1915)
- The Little Teacher (1915)
- Fatty’s Plucky Pup (1915)
- Miss Fatty’s Seaside Lovers (1915)
- Mabel’s Wilful Way (1915)
- When Love Took Wings (1915)
- Wished on Mabel (1915)
- That Little Band of Gold (1915)
- Fatty’s Faithful Fido (1915)
- Fatty’s Chance Acquaintance (1915)
- Fatty’s Reckless Fling (1915)
- Hogan’s Romance Upset (1915)
- Fatty’s New Role (1915)
- Fatty and Mabel at the San Diego Exposition (1915)
- Mabel and Fatty’s Simple Life (1915)
- Mabel, Fatty and the Law (1915)
- Mabel and Fatty’s Wash Day (1915)
- Rum and Wall Paper (1915)
- Mabel and Fatty’s Married Life (1915)
- Fatty and Minnie He-Haw (1914)
- Fatty’s Magic Pants (1914)
- Shotguns That Kick (1914)
- Leading Lizzie Astray (1914)
- Among the Mourners (1914)
- The Sea Nymphs (1914)
- Fatty’s Wine Party (1914)
- Fatty’s Jonah Day (1914)
- An Incompetent Hero (1914)
- Lovers’ Post Office (1914)
- Zip, the Dodger (1914)
- Their Ups and Downs (1914)
- Fatty Again (1914)
- Killing Horace (1914)
- Fatty’s Debut (1914)
- Lover’s Luck (1914)
- Charlie i Fatty bawią się (1914)
- A Brand New Hero (1914)
- The Baggage Smasher (1914)
- Charlie pielęgniarzem (1914)
- Charlie kokietuje (1914)
- Fatty’s Gift (1914)
- Those Country Kids (1914)
- That Minstrel Man (1914)
- Those Happy Days (1914)
- The Sky Pirate (1914)
- A Rowboat Romance (1914)
- Love and Bullets (1914)
- Fatty’s Finish (1914)
- Fatty and the Heiress (1914)
- Charlie i Fatty na ringu (1914)
- Our Country Cousin (1914)
- The Alarm (1914)
- The Water Dog (1914)
- A Suspended Ordeal (1914)
- Where Hazel Met the Villain (1914)
- A Bath House Beauty (1914)
- Chicken Chaser (1914)
- Barnyard Flirtations (1914)
- A Rural Demon (1914)
- His Favorite Pastime (1914)
- Tango Tangles (1914)
- Twixt Love and Fire (1914)
- A Robust Romeo (1914)
- Rebecca’s Wedding Day (1914)
- In the Clutches of the Gang (1914)
- A Flirt’s Mistake (1914)
- The Under-Sheriff (1914)
- Caught in a Flue (1914)
- A Misplaced Foot (1914)
- He Would a Hunting Go (1913)
- Some Nerve (1913)
- His Sister’s Kids (1913)
- Fatty’s Flirtation (1913)
- A Ride for a Bride (1913)
- The Woman Haters (1913)
- Fatty Joins the Force (1913)
- Wine (1913)
- Fatty at San Diego (1913)
- The Speed Kings (1913)
- A Quiet Little Wedding (1913)
- Two Old Tars (1913)
- Fatty’s Day Off (1913)
- Mother’s Boy (1913)
- When Dreams Come True (1913/I)
- The Faithful Taxicab (1913)
- The Gypsy Queen (1913)
- Mabel’s Dramatic Career (1913)
- Mabel’s New Hero (1913)
- The Riot (1913)
- Almost a Rescue (1913)
- Professor Bean’s Removal (1913)
- Love and Courage (1913)
- A Noise from the Deep (1913)
- The Telltale Light (1913)
- For the Love of Mabel (1913)
- A Bandit (1913)
- Peeping Pete (1913)
- The Waiters’ Picnic (1913)
- Passions, He Had Three (1913)
- The Gangsters (1913)
- The Foreman of the Jury (1913)
- Alas! Poor Yorick! (1913)
- Murphy’s I.O.U. (1913)
- Safe in Jail (1913)
- Help! Help! Hydrophobia! (1913)
- A Voice from the Deep (1912)
- The Sanitarium (1910)
- Making It Pleasant for Him (1909)
- Mrs. Jones’ Birthday (1909)
- Ben’s Kid (1909)

### Reżyser
jako William Goodrich
- Niagara Falls (1932)
- Gigolettes (1932)
- Hollywood Lights (1932)
- Hollywood Luck (1932)
- Bridge Wives (1932)
- Anybody’s Goat (1932)
- Keep Laughing (1932)
- Moonlight and Cactus (1932)
- It’s a Cinch (1932)
- Smart Work (1931)
- Idle Roomers (1931)
- The Tamale Vendor (1931)
- Once a Hero (1931)
- Queenie of Hollywood (1931)
- One Quiet Night (1931)
- That’s My Meat (1931)
- Take 'em and Shake 'em (1931)
- Beach Pajamas (1931)
- Up Pops the Duke (1931)
- Honeymoon Trio (1931)
- That’s My Line (1931)
- The Lure of Hollywood (1931)
- The Back Page (1931)
- Windy Riley Goes Hollywood (1931)
- Crashing Hollywood (1931)
- Pete and Repeat (1931)
- Marriage Rows (1931)
- Three Hollywood Girls (1931)
- Up a Tree (1930)
- Won by a Neck (1930)
- Si Si Senor (1930)
- Special Delivery (1927)
- Peaceful Oscar (1927)
- The Red Mill (1927)
- His Private Life (1926)
- Fool’s Luck (1926)
- Home Cured (1926)
- My Stars (1926)
- The Fighting Dude (1925)
- Cleaning Up (1925)
- The Movies (1925)
- The Tourist (1925)
- The Iron Mule (1925)
- Stupid, But Brave (1924)

jako Roscoe Arbuckle
- Ex-Plumber (1931)
- One Sunday Morning (1926)
- Curses! (1925; niewymieniony)
- Special Delivery (1922; niewymieniony)
- Leap Year (1921)
- The Garage (1919)
- The Hayseed (1919)
- Back Stage (1919)
- A Desert Hero (1919)
- The Bank Clerk (1919)
- Love (1919)
- The Pullman Porter (1919)
- Camping Out (1919)
- The Sheriff (1918/I)
- The Cook (1918)
- Good Night, Nurse! (1918)
- Moonshine (1918)
- The Bell Boy (1918)
- Out West (1918)
- A Scrap of Paper (1918)
- A Country Hero (1917)
- Coney Island (1917)
- Oh Doctor! (1917)
- His Wedding Night (1917)
- The Rough House (1917)
- A Reckless Romeo (1917)
- The Butcher Boy (1917)
- A Creampuff Romance (1916)
- The Waiters’ Ball (1916)
- The Moonshiners (1916)
- His Wife’s Mistakes (1916)
- Bright Lights (1916)
- He Did and He Didn’t (1916)
- Fatty and Mabel Adrift (1916)
- Fatty and the Broadway Stars (1915)
- A Village Scandal (1915)
- Fickle Fatty’s Fall (1915)
- Fatty’s Tintype Tangle (1915)
- Fatty’s Plucky Pup (1915)
- Miss Fatty’s Seaside Lovers (1915)
- Mabel and Fatty Viewing the World’s Fair at San Francisco (1915)
- When Love Took Wings (1915)
- That Little Band of Gold (1915)
- Fatty’s Faithful Fido (1915)
- Fatty’s Chance Acquaintance (1915)
- Fatty’s Reckless Fling (1915)
- Fatty’s New Role (1915)
- Fatty and Mabel at the San Diego Exposition (1915)
- Mabel and Fatty’s Simple Life (1915)
- Mabel, Fatty and the Law (1915)
- Mabel and Fatty’s Wash Day (1915)
- Mabel and Fatty’s Married Life (1915)
- Fatty and Minnie He-Haw (1914)
- Fatty’s Magic Pants (1914)
- Shotguns That Kick (1914)
- Leading Lizzie Astray (1914)
- The Sea Nymphs (1914)
- Fatty’s Wine Party (1914)
- Fatty’s Jonah Day (1914)
- An Incompetent Hero (1914)
- Lovers’ Post Office (1914)
- Zip, the Dodger (1914)
- Their Ups and Downs (1914/I)
- Fatty Again (1914)
- Fatty’s Debut (1914)
- Lover’s Luck (1914)
- A Brand New Hero (1914)
- Fatty’s Gift (1914)
- Those Country Kids (1914)
- That Minstrel Man (1914)
- Those Happy Days (1914)
- The Sky Pirate (1914)
- A Rowboat Romance (1914)
- Love and Bullets (1914)
- Fatty’s Finish (1914)
- Fatty and the Heiress (1914)
- The Alarm (1914)
- The Water Dog (1914)
- A Suspended Ordeal (1914)
- Where Hazel Met the Villain (1914)
- A Bath House Beauty (1914)
- Chicken Chaser (1914)
- Barnyard Flirtations (1914)

### Scenarzysta
jako William Goodrich
- Beach Pajamas (1931)
- That’s My Line (1931)
- Marriage Rows (1931)
- Up a Tree (1930)
- Match Play (1930)
- His Private Life (1926)
- Fool’s Luck (1926)
- The Fighting Dude (1925)
- Curses! (1925)

jako Roscoe Arbuckle
- Ex-Plumber (1931)
- Half Shot at Sunrise (1930)
- The Cuckoos (1930)
- The Movies (1925)
- Daydreams (1922)
- A Desert Hero (1919)
- The Bank Clerk (1919)
- Love (1919)
- The Pullman Porter (1919)
- Camping Out (1919)
- The Sheriff (1918)
- The Cook (1918)
- Good Night, Nurse! (1918)
- Moonshine (1918)
- The Bell Boy (1918)
- Out West (1918)
- A Country Hero (1917)
- Coney Island (1917)
- His Wedding Night (1917)
- The Rough House (1917)
- A Reckless Romeo (1917)
- The Butcher Boy (1917)
- He Did and He Didn’t (1916)
- Fatty and Mabel Adrift (1916)
- The Alarm (1914)